# Cymphonique Miller
Cymphonique Miller (Los Angeles, 1 de agosto de 1996) conhecida profissionalmente como Cymphonique é uma atriz, cantora, compositora, rapper e dubladora norte-americana. Ela é filha de Percy Robert Miller (também conhecido como Master P) e a irmã de Romeo Miller (também conhecido com Lil' Romeo). Ela é mais conhecida no mundo da atuação por seu papel de liderança como Kacey Simon na Nickelodeon no seriado How to Rock.

## Carreira

### Carreira adiantada e aparecimento de hóspedes
Miller já se apresentou em várias turnês nacionais e em parques temáticos nos Estados Unidos. Ela também excursionou com Raven-Symoné, Ashley Tisdale, Demi Lovato, JoJo, Wonder Girls, College Boyys e Elizabeth Tselepi.
Ela foi finalista na Rádio Disney's Next Big Thing, mas ficou em segundo lugar para Jasmine Sagginario. Suas músicas Butterflies, Lil Miss Swagger e Daddy I'm A Rockstar recebeu airplay na Rádio Disney. O vídeo da música Lil Miss Swagger, lançado quando ela tinha 12 anos, recebeu mais de 11 milhões de visualizações no You Tube. Miller co-estrelou em Big Time Rush, True Jackson VP, The Troop e Just Jordan.

### Música e Carreira ativa (2011-presente)
Em 2012, Miller estrelou e contribuiu para a música para a Nickelodeon da série How to Rock. Ela canta a música tema de Clube das Winx, uma série de animação italiana na Nickelodeon, e também foi a voz da Princesa Krystal no show. Ela também é destaque na Big Time Rush na canção "I Know You Know".
Em 2011, Miller foi nomeada para Melhor Artista Feminino do Hip Hop no BET Awards. Em 7 de Julho de 2012, Miller realizou meia-hora de show com os Los Angeles Sparks' Girl Scouts. Na Noite no Staples Center. Ela também apareceu no MADtv em vários comerciais nacionais e em anúncio de serviço públicos. Em 2013, ela lançou um mixtape intitulado "Passion".

## Vida Pessoal
A mãe de Miller é de descendência asiática. Miller gosta de dançar, Kickboxing, Natação, desenho e tocar piano.

## Discografia
Álbuns de Estúdio
| Título    | Detalhes                                                                                           | Tracklist |
| --------- | -------------------------------------------------------------------------------------------------- | --- |
| "Passion" | - Data de Lançamento: 25 de Junho de 2013 - Etiqueta: No Limit Forever - Formato: Download Digital | - It's My Party - Talk to Me - Slow Down (feat. Clyde Carson) - How It's Supposed to Feel - Turn Up Time - It's Your Birthday - Independent - Thinking About You - Unhuman - Do It Right - Murda She Wrote |

Singles
| Ano  | Single                                   | Álbum   |
| ---- | ---------------------------------------- | ------- |
| 2012 | "Nobody Like You (Feat. Jacob Latimore)" | N/A     |
| 2013 | "Talk to Me"                             | Passion |
| 2013 | "Turn Up Time"                           | Passion |
| 2013 | "It's My Party"                          | Passion |
| 2013 | "Independent"                            | Passion |
| 2013 | "Murder She Wrote"                       | Passion |
| 2013 | "Unhuman"                                | Passion |
| 2013 | "My Everything"                          |         |
| 2014 | "Baby Baby"                              |         |

Clipes Musicais
| Ano  | Música                                  | Diretor        |
| ---- | --------------------------------------- | -------------- |
| 2012 | "Nobody Like You (feat. Jacob Latimore) | Master P & Hak |
| 2013 | "It's My Party"                         | Hak            |
| 2013 | "Murder She Wrote"                      | Hak            |

## Filmografia
| Ano           | Título              | Personagem            | Notas                                                       |
| ------------- | ------------------- | --------------------- | ----------------------------------------------------------- |
| 2007          | Just Jordan         | Karla                 | Episódio: "Fist of Funny"                                   |
| 2007          | Scarecrow Joe       | Molly                 | Curta-metragem                                              |
| 2008          | Internet Dating     | Criança 1             | Direto para o Vídeo Filme                                   |
| 2008-2009     | Phineas e Ferb      | Holly                 | Voz Papel recorrente (1ª-3ª Temporada)                      |
| 2009          | Opposite Day        | Criança Juiz Foggerty | Filme Independente                                          |
| 2010          | True Jackson VP     | Bernadette "Bernie"   | Episódio: "True Magic"                                      |
| 2011          | The Mo'Nique Show   | Ela Mesma             | Atriz convidada                                             |
| 2011          | Big Time Rush       | Kat                   | Episódio: "Big Time Girl Group"                             |
| 2011          | The Troop           | Sharla Hammer         | Episódio: "The Prisoner of Lakewood"                        |
| 2011          | Clube das Winx      | Nova                  | Voz Recorrente (3ª Temporada)                               |
| 2012          | How to Rock         | Kacey Simon           | Papel principal                                             |
| 2012          | Figure It Out       | Ela Mesma             | Integrante do Painel                                        |
| 2012-presente | Clube das Winx      | Princesa Krystal      | Voz Recorrente (5ª Temporada-6ª Temporada (não confirmada)) |
| 2013          | The Dempsey Sisters | Tina Dempsey          | Papel principal                                             |
| 2014-presente | Cattlehands         | Rowza Sayrizi         | Voz                                                         |

## Ver Também
- Lista de cantores dos Estados Unidos